# ハロルド坂田
ハロルド坂田（Harold "Toshiyuki" Sakata、1920年7月1日 - 1982年7月29日）は、アメリカ合衆国のプロレスラー、俳優、重量挙げ選手。ハワイ州ホルアロア出身の日系アメリカ人。日本名は坂田敏行（さかた としゆき）。

## 来歴
当時のハワイ準州で日系アメリカ人として生まれる。第二次世界大戦ではアメリカ陸軍に従軍。戦後もボディビルなどのスポーツに取り組み、1948年にはロンドンオリンピックの重量挙げにライトヘビー級のアメリカ代表で出場、銀メダルを獲得した。
1949年8月、地元のハワイにて、ハロルド坂田（Harold Sakata）のリングネームでデビュー。その後、オレゴン州ポートランド、ワシントン州シアトル、カナダのブリティッシュコロンビア州バンクーバーなど太平洋岸北西部を主戦場に活動した。
アメリカでは日本をアピールする和服をコスチュームに使用するなど、終戦から10年も経っていないアメリカに根強く残っていた反日感情を利用し、日系ヒールのギミックを強調。1954年からはグレート東郷の弟、トシ東郷（Tosh Togo）を名乗り、タッグチーム「トーゴー・ブラザーズ」を結成。同年7月8日にトロントにてホイッパー・ビリー・ワトソン&テキサス・マッケンジーからNWAカナディアン・オープン・タッグ王座を、1956年4月29日にはホノルルにてロード・ブレアース&ジン・キニスキーからNWAハワイ・タッグ王座をそれぞれ奪取した。
1951年9月の来日時、ナイトクラブで力道山と喧嘩になり、それが縁で力道山をスカウト。アジア選手権大会のタッグ部門に力道山と組んで出場した。以降、1955年10月と1957年9月に日本プロレスに参戦。1961年5月には、ミスターX、カール・クラウザー、グレート・アントニオ、ロニー・エチソンらが参加した『第3回ワールド大リーグ戦』に日系代表として出場している。
1964年、ショーン・コネリー主演のスパイ・アクション映画『007 ゴールドフィンガー』に出演。ゲルト・フレーベ演じる悪役ゴールドフィンガーの用心棒で、ツバに刃物を仕込んだ山高帽を投擲してジェームズ・ボンドと闘うオッドジョブ（Oddjob）を演じた。
1968年2月には国際プロレスに来日してダニー・ホッジらと対戦。1972年7月に新日本プロレスに来日した際には、トレードマークの山高帽を手に、オッドジョブのギミックで日本陣営に入って活躍。アントニオ猪木ともタッグを組んだ。
アメリカでもキャリア晩年の1974年、AWAにオッドジョブのギミックで出場し、ダスティ・ローデス、スーパースター・ビリー・グラハム、グレッグ・ガニア、バロン・フォン・ラシク、ラリー・ハイニエミ、ジェフ・ポーツなどと対戦している。
翌1975年10月4日、カルロス・コロンが主宰するプエルトリコのWWCにおいて、ミゲル・ペレスを破りWWCプエルトリコ・ヘビー級王座を獲得。55歳での最後のタイトル戴冠を果たした。
1982年7月29日、ホノルルにて肝臓癌のため死去。62歳没。

## 得意技
- フロントチョーク
- ストマック・クロー
- ジュードー・チョップ
- 帽子攻撃

## 獲得タイトル
NWAビッグ・タイム・レスリング
- NWAテキサス・ヘビー級王座：1回[18]

NWAミッドパシフィック・プロモーションズ
- NWAハワイ・ヘビー級王座：1回[19]
- NWAハワイ・タッグ王座：2回（w / グレート東郷、キング・イヤウケア）[8]

NWAハリウッド・レスリング
- NWAインターナショナルTVタッグ座：1回（w / ワイルド・レッド・ベリー）[20]
- NWA世界タッグ王座（ロサンゼルス版）：2回（w / グレート東郷、ワイルド・レッド・ベリー）[21]

パシフィック・ノースウェスト・レスリング
- NWAパシフィック・ノースウェスト・タッグ王座：2回（w / トイ・ヤマモト）

ミッドアトランティック・チャンピオンシップ・レスリング
- NWA南部タッグ王座（ミッドアトランティック版）：1回（w / アイク・アーキンス）

メープル・リーフ・レスリング
- NWAカナディアン・オープン・タッグ王座：1回（w / グレート東郷）[7]

NWAミッドアメリカ
- NWA南部タッグ王座（ミッドアメリカ版）：1回（w / ジョン・スミス）

ワールド・レスリング・カウンシル
- WWCプエルトリコ・ヘビー級王座：1回[17]

## 俳優活動
1964年に映画『007 ゴールドフィンガー』において悪役オッドジョブ（Oddjob）を演じて以来、同作品の世界的なヒットによって坂田は一躍有名な存在となり、以降も俳優としてアクション系の映画やテレビドラマに出演。その多くはオッドジョブのような用心棒役で、オッドジョブそのものの役で出演している作品もある。また咳止め薬「ヴィックス・フォーミュラ44」のCMにもオッドジョブ役で出演した。

### 出演作品
- 力道山物語 怒涛の男
- 007 ゴールドフィンガー
- ハッピーフッカー3/風俗軍団首都侵攻
- ギリガン君SOS
- ハワイ5-0
- Dr.刑事クインシー
- 女刑事ペパー
- ロックフォードの事件メモ

## 参照
1. 1 2 3 4 5 6 7  『THE WRESTLER BEST 1000』P292（1996年、日本スポーツ出版社）
2. 1 2 3 4 5 6  “Harold Sakata”.   Wrestlingdata.com. 2014年12月11日閲覧。
3. ↑  “HAROLD T. SAKATA” (英語). ニューヨーク・タイムズ. (1982年7月31日) 2009年7月28日閲覧。{{cite news}}:  CS1メンテナンス: 先頭の0を省略したymd形式の日付 (カテゴリ)
4. ↑  “WRESTLER PROFILES” (英語).   Online World of Wrestling.com. 2009年7月28日閲覧。
5. ↑  “ハロルド坂田”.  Sports Reference LLC. 2020年4月17日時点のオリジナルよりアーカイブ。2007年7月28日閲覧。
6. 1 2 3 4  “Tosh Togo”.   Online World of Wrestling. 2014年12月11日閲覧。
7. 1 2  “NWA Canadian Open Tag Team Title”.   Wrestling-Titles.com. 2014年12月11日閲覧。
8. 1 2  “NWA Hawaii Tag Team Title”.   Wrestling-Titles.com. 2014年12月11日閲覧。
9. ↑  “力道山と銀座のキャバレーでケンカ…"日本プロレス界の始祖" ハロルド坂田とは?”.  BBMスポーツ. 2022年2月8日閲覧。
10. ↑  “The JWA matches fought by Harold Sakata in 1955”.   Wrestlingdata.com. 2014年12月11日閲覧。
11. ↑  “The JWA matches fought by Harold Sakata in 1957”.   Wrestlingdata.com. 2014年12月11日閲覧。
12. ↑  “The JWA matches fought by Harold Sakata in 1961”.   Wrestlingdata.com. 2014年12月11日閲覧。
13. ↑  “Oddjob”.   James Bond 007 Wikia.com. 2014年12月11日閲覧。
14. ↑  “The IWE matches fought by Harold Sakata in 1968”.   Wrestlingdata.com. 2014年12月11日閲覧。
15. ↑  “The NJPW matches fought by Harold Sakata in 1972”.   Wrestlingdata.com. 2022年2月8日閲覧。
16. ↑  “The AWA matches fought by Harold Sakata in 1974”.   Wrestlingdata.com. 2014年12月11日閲覧。
17. 1 2  “WWC Puerto Rico Heavyweight Title”.   Wrestling-Titles.com. 2014年12月11日閲覧。
18. ↑  “NWA Texas Heavyweight Title”.   Wrestling-Titles.com. 2014年12月11日閲覧。
19. ↑  “NWA Hawaii Heavyweight Title”.   Wrestling-Titles.com. 2014年12月11日閲覧。
20. ↑  “NWA International Television Tag Team Title”.   Wrestling-Titles.com. 2014年12月11日閲覧。
21. ↑  “NWA World Tag Team Title [Los Angeles]”.   Wrestling-Titles.com. 2014年12月11日閲覧。